# Popowo (Tłuchowo)
Pour les articles homonymes, voir Popowo.
Popowo est un village polonais, de la gmina de Tłuchowo, dans le powiat de Lipno, voïvodie de Cujavie-Poméranie, au centre du pays. Lech Wałęsa y est né.